# Zeina
Zeina – białko występujące w kukurydzy, podobne do glutenu (bywa nazywane glutenem kukurydzianym), bezbarwne i pozbawione smaku i zapachu.
Zeina jest jadalna i znajduje zastosowanie w przemyśle. Stosuje się ją do powlekania papierowych kubków na napoje, cukierków, owoców, tabletek i wyrobów cukierniczych.